# Línia evolutiva de Murkrow
Aquesta línia evolutiva de Pokémon inclou Murkrow i Honchkrow.

## Murkrow
Murkrow és una de les espècies que apareixen a la franquícia Pokémon. És de tipus sinistre i tipus volador i evoluciona a Honchkrow.

## Honchkrow
Honchkrow és una de les espècies que apareixen a la franquícia Pokémon. És de tipus sinistre i tipus volador i evoluciona de Murkrow.